# Конграты
Конграты (также кунграты, унгираты, кунгираты, хонгхираты, хонгираты, хунгираты; монг. хонгирад, каз. қоңырат, каракалп. qońırat / қоңырат, узб. qoʻngʻirot / қўнғирот, кирг. коңурат) — монгольский род/племя, потомки которого приняли участие в этногенезе целого ряда монгольских и тюркских народов, главным образом в Центральной Азии. Род входит в дарлекинскую ветвь коренных монгольских народов. Кунграты впервые упоминаются в 1129 году.

## Этимология
По мнению монгольских историков их имя произошло от слов «хун» (лебедь) и «ард» (люди; букв. племя лебедя). Лебедь — один из тотемов монгольских народов, например бурят. Название этого племени впервые появилось в 61-м параграфе «Сокровенного сказания монголов» в форме «ongirad». Этноним хонгират (хунгират) имеет единое происхождение с бурятским этнонимом хонгодор. Г. Р. Галданова отождествляет этноним хонгодор со средневековым хунгират, ввиду возможности перестановки -рат и -дор . Позднее А. Ангархаев, соглашаясь с возможностью трактовки Ш. Р. Цыденжапова, указал на возможность упрощенного варианта от хон (хонг) и арад —> хонгарад ~ хонгирад ~ хонгодор. С. П. Балдаев полагал, что этноним произошел от слов хон — «благородная птица», гоодор — «шулята благородной птицы». По мнению Д. С. Дугарова, в основу легли тюркские хун/хон (кун) — «солнце» и хуба — «лебедь», носителями которых были «осколки прежде могущественных хунну». Ш. Р. Цыденжаповым было предложено считать этот этноним произошедшим от тотема лебедь «хун» в эпоху хуннов. А современное фонетическое оформление сложилось из хун — «лебедь».
Узбекские исследователи считают, что слово «кунгират» произошло от слияния слов «қўнғир» и «от». X. Данияров пишет, что, судя по некоторым сведениям, это слово на самом деле монгольское и означает «қорақарға» (черная ворона).
Б. З. Нанзатов сопоставляет монгольское слово хонгор с древнетюркским qoŋur. Согласно его теории, этнонимы хонгират, хонгодор, конырат происходят от тюрко-монгольского термина хонгор ~ qoŋur, означающего масть животного, а именно рыжеватый, каштановый, коричневый, каурый, буланый, светло-рыжий. Также другим вариантом народной этимологии является версия, согласно которой название племени произошло от слов «Қоңыр» и «Ат», что в переводе с тюркского языка означает «коричневая лошадь».
Согласно Аюудайн Очиру, этноним хонгирад, хонхирад, хонхэрээд произошел, также как и этноним кереит (хэрээд, хэрэйд), от названия тотема ворона. Монголы называют хон хэрээ один из видов ворон крупного размера.

## История

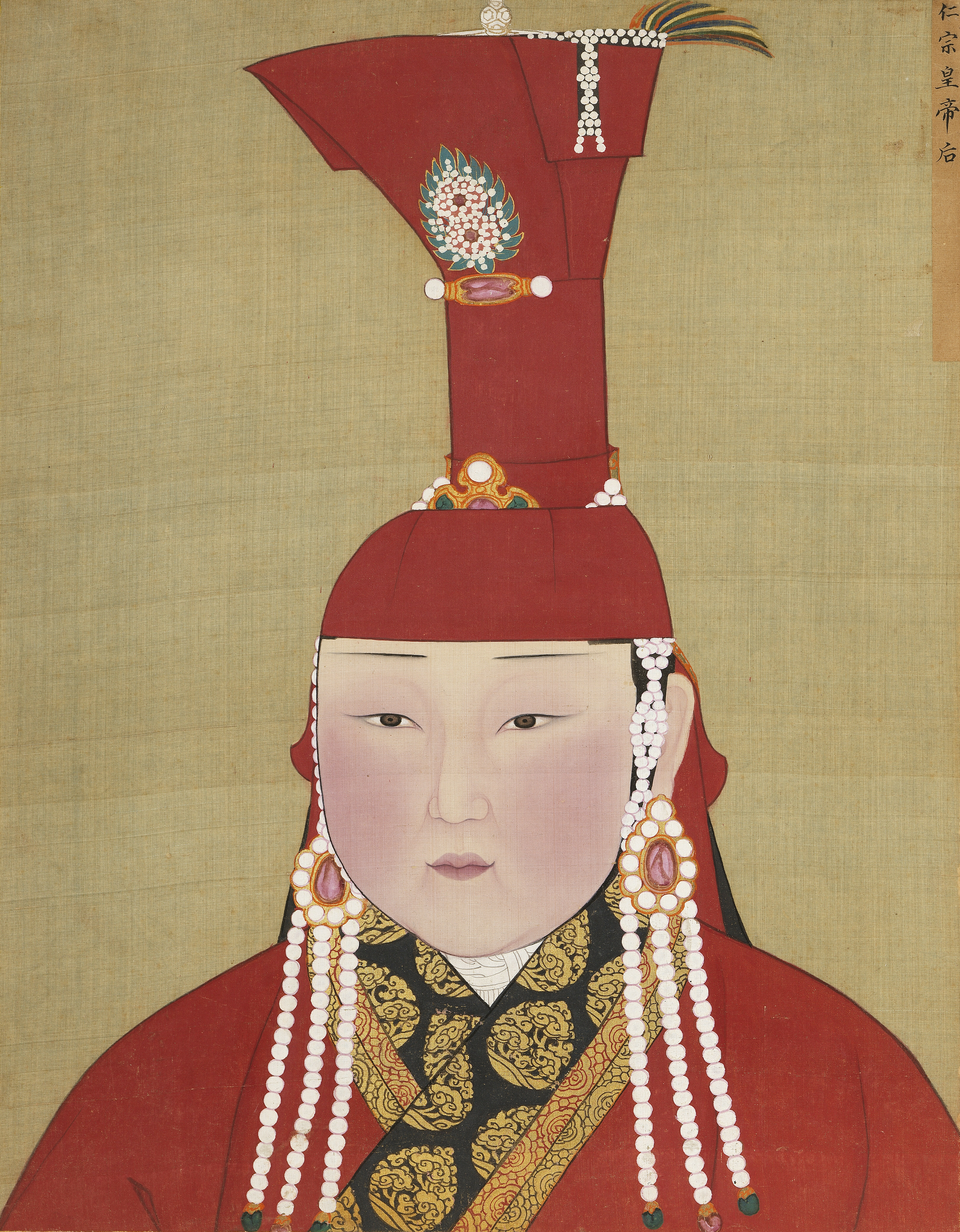
Раднашири-хатун из рода Хонгират. Жена юаньского императора Аюрбарибады

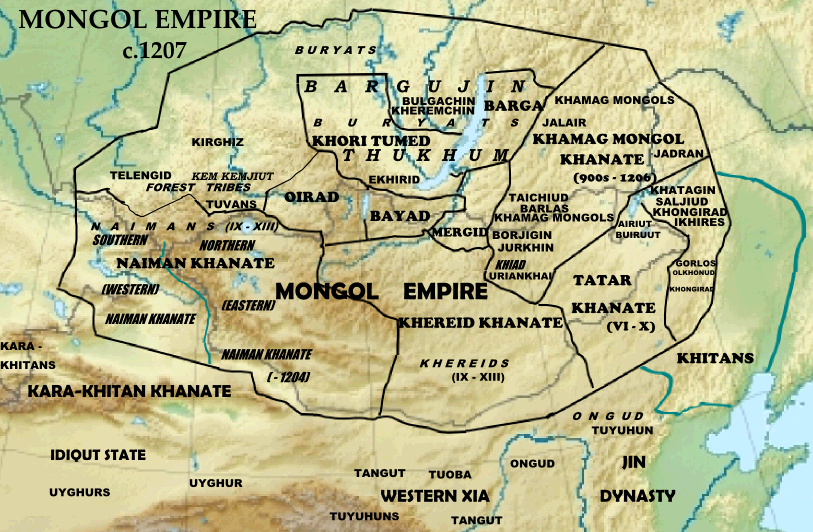
Монгольская империя в 1207 г.

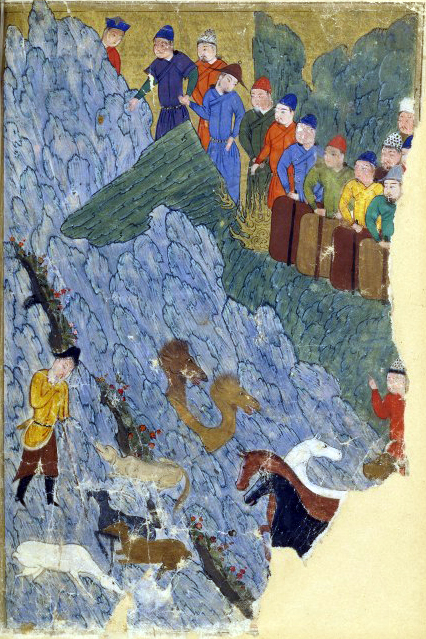
Кунгираты. Джами ат-таварих. Рукопись XV века, Герат

Легенды о происхождении конгратов встречаются в работах Рашид ад-Дина Джами ат-таварих («Сборник летописей», XIV в.) и Абу-л Гази «Шажарайи турк» («Древо тюрков», XVII в.), в киданьской «Ляоши» (1125 г.), в монгольском «Сокровенном сказании» (1240 г.).
Согласно монгольской генеалогической легенде, приводимой Рашид ад-Дином в Джами ат-таварих, хонгираты принадлежали к монголам-дарлекин (монголам «вообще»), то есть потомкам неких Нукуза и Кияна, ушедших в местность Эргунэ-кун. Со временем, дарлекины, размножившись, решили выйти из теснины Эргунэ-кун «на простор степи». Для этого развели многочисленные очаги и расплавили горный склон, в котором находилось месторождение железной руды. Средневековые монголы были убеждены, что болезнь ног, которой страдали многие представители рода и их потомки (например, Угэдэй, Бату и Берке, сыновья унгираток), связана с тем обстоятельством, что унгираты «прежде других, без совета и обсуждения, вышли [из ущелья], потоптав ногами очаги других племен», и «грех этого преступления пал им на ноги». В традиционном мировоззрении монгольских народов очаг являлся ядром освоенного, домашнего пространства, и наступать на него считалось непростительным поступком.
Разветвлённая структура рода хонгират и, в то же время, близость отдельных его ветвей друг другу отображалась в монгольских родословных как происхождение от сыновей человека, называемого Золотой сосуд (перс. баcmy-u заррин, монг. Алтан худуха). Старший его сын , Джурлук-мэргэн, дал начало собственно унгиратам; дети двух других сыновей — Кубай-Ширэ (Инкирас (Ихирэс) и Олкунут) и Тусубу-Дауда (Каранут (Харнуд) и Кунклиут (Хонхлут), а также потомки последнего — Куралас (Горлос) и Элджигин) — стали эпонимами соответствующих родов: ихирэс, олхонут, харанут, хонхлут, горлос, элджигин. Вместе с тем, Рашид ад-Дин отмечает, что унгират и элджигин близки с племенами курлаут и баргут — «их тамга у всех одна; они выполняют требования родства и сохраняют между собою [взятие] зятьев и невесток». В свою очередь близкими к баргутам были роды/племена хори, тулас, тумат.
Т. Д. Скрынникова выявляет наличие дуально-родовой организации, в которой хонгираты и близкие к ним роды были брачными партнёрами (анда-куда) борджигинов — Тэмуджина-Чингис-хана и его предков. В условиях соблюдения экзогамии был очень важен договор о регулярном обмене девушками-невестами между борджигинами и унгиратами: «Большинство их и их детей брали девушек из рода Чингиз-хана, а в его (род) давали [своих]».
С другим главным монгольским племенем кият, из которого происходил Чингисхан, конграты были связаны фратриальными узами. Так, браки между этими двумя племенами заключались ещё задолго до Чингисхана и, согласно сочинениям Алишера Навои, эту традицию продолжили также и тимуридские ханы, которые предпочитали брать в жены девушек из племен кият и конграт.
Из воспеваемых в «Сокровенном сказании» хонгираток были жены Хабул-хана (Кара-лику) и Чингисхана (Бортэ); Оэлун, жена Есугея, происходила из рода олхонут — ветви унгиратов. Дж. Хольмгрен удалось проследить происхождение 69 женщин, становившихся жёнами представителей правящего дома Монгольской империи со времён Чингис-хана до падения династии Юань; унгиратки составляли 33 % от общего их числа (20 % для доюаньского периода и около 50 % — для периода Юань).
Родство с ханским родом обусловило высокое положение хонгиратов в Монгольской империи. Хонкираты, обитавшие в XII — начале XIII в.в. на берегах р. Толы (Монголия), расселились главным образом в улусе Джучи (Золотая Орда), приняли в свой состав зависимые (покоренные) тюркские племена и быстро тюркизировались, сохранив в тюркском произношении свой этноним.
Конграты играли значительную роль в политической жизни Дешт-и-Кипчака в XIV—XV в.в. и в борьбе Золотой орды с Тимуром и Тимуридами. В период борьбы между казахскими и узбекскими ханами, часть конгратов покинула казахские степи и ушла в Мавераннахр, где стала одним из компонентов узбекского и каракалпакского народов. Однако основная их масса осталась на территории Казахстана.
В XVIII в. конграты Каратау, уаки и найманы Семиречья составляли военную силу хана Аблая. Во время Вали-хана (1816—1821 г.г.) конраты отделились от Среднего жуза и стали кочевать в пределах среднеазиатских ханств и «всего более в горах Каратау и по реке Талас» (Ч. Валиханов).
Казахское племя конгратов подразделялось на две части: көтенши и Көктін-ұлы. От Көтеншi пошли Сүйеніш, Сопы, Макы, Досымкұл. От Көктынұлы пошли Кұлшығаш, Қаракөсе, Кера, Абад-Жабад. По народным преданиям, легендарный эпический богатырь Алпамыс-батыр происходил из рода Божбан, входящего в подразделение Суйенш (Котенши). В этом же эпосе, в частности, прослеживаются связи казахских конратов с кунратами-узбеками, жителями Байсуна и Хорезма (в Хорезме в XIV в. господствовала кунгратская династия Суфидов, а через несколько веков — узбекская кунгратская династия хивинских ханов).
Во многих исследованиях высказано предположение о монгольском происхождении современных конгратов. Но Б. X. Кармышева пишет: 

Для нас неважно, каково происхождение кунгратов — монгольское или тюркское. Потому что в разных исследованиях указано, что хотя те или иные этнические группы являются монгольскими племенами, до переселения в Мавераннахр в начале XVI в. они приняли тюркское направление по языку, культуре и этническому составу.— Кармышева, Балкис Халиловна. Указ. соч. С. 211
По сельскохозяйственной переписи Российской империи 1908—1913 годов, конгратов насчитывалось 128 тысяч человек (Чимкентский уезд — 75,9 тысяч человек или 28 % казахского населения, Джизакский уезд — 25,2 тыс., 73,6 % казахского населения, Перовский уезд — 19,5 тысяч, 13,3 %).

## Современность
После распада СССР в 1991 г. некоторые страны-преемники (Таджикистан) посчитали конгратов отдельным этносом в переписях 2000 и 2010 годов. При этом часть конгратов, указавших родным казахский язык, учитывалась как казахи. По данным переписи населения Таджикистана 2010 года численность конгратов в стране составила 38 078 человек. Другие, например Россия, указывают численность конгратов как субэтноса, но при этом включают их в состав общей численности узбеков (2010 год, перепись). Изучением конгратов занимались такие учёные-этнографы как Гарафиев и Кармышева.

### Хонгираты в составе Монгольских народов
Хонгираты. В настоящее время хонгираты (унгираты) входят в состав монголов Внутренней Монголии и проживают на территории бааринских хошунов: Байрин-Цзоци, Байрин-Юци. В сомоне Эрдэнэбурэн Кобдоского аймака Монголии зарегистрированы хонгиратские роды: хонхэрээ, махчин хонхэрээ. Носители родового имени хонхирад известны в составе олётов.
В составе балаганских (унгинских) бурят значится род хонхирад. Род хонхирад в частности отмечен в составе административного рода балаганских ашибагатов. Хонгодоры, субэтнос бурят, по мнению историков, являются потомками хонгиратов. Близкими по происхождению к хонгодорам являются роды: хонгор хухэн, проживающие в аймаках Монголии Булган и Хувсгел, а также хонгормуд, отмеченные в составе калмыков. В состав шира-югуров входит род конрат. Род конур (конар) в составе хамниган также отождествляется с хонгиратами.
Носители родовой фамилии Хонхэрээд проживают в Улан-Баторе и аймаках Монголии: Сухэ-Батор, Хэнтий, Дорнод, Дархан-Уул, Булган и др.; Хонхэрээт — в Улан-Баторе и аймаках: Сухэ-Батор, Ховд, Хэнтий; Хонхэрээ — в Улан-Баторе и аймаке Сухэ-Батор; Хонгирад — в Улан-Баторе и аймаках: Дархан-Уул и Хэнтий; Хонхэрэт — в Улан-Баторе.
Олхонуты. Потомки олхонутов (ветвь хонгиратов) проживают на территории многих аймаков Монголии: Архангай, Баянхонгор, Булган, Говь-Алтай, Дорноговь, Дундговь, Завхан, Уверхангай, Умнеговь, Сэлэнгэ, Ховд, Хувсгел. Род олхонууд отмечен в составе халха-монголов, увэр-монголов. Потомки других хонгиратских ветвей (элджигин, горлос, ихирэс, харнуд, хонхлут) по отдельности встречаются среди разных монгольских народов: халха-монголов, бурят и ойратов.
Эхириты. Бурятские эхириты входили в союз хонгиратов под именем ихирэс (икирес). Во Внутренней Монголии проживают носители родовых имен: ихирэг, ихирэс, ихирэд. В Монголии известны носители родовых фамилий ихирэс, ихир, ихэр, ихэрүүд, ихэрч, ихэрчүүд.
Хонхлуты. Среди южных (увэр) монголов Внутренней Монголии отмечены родовые имена хонглигуд (хонхлут, кунклиут), гунггулигуд (кункулают).
Элджигины. Элджигины как самостоятельный этнос проживают отдельными группами в сомонах Ундерхангай, Зуунхангай, Цагаанхайрхан и вместе с баятами в сомоне Баруунтуруун Убсунурского аймака. Роды элжигин и элжигэд проживают в сомонах Хухеморьт Гоби-Алтайского аймака; сомоне Тувшинширээ Сухэ-Баторского аймака; сомонах Эрдэнэбурэн, Дерген, Булган Кобдоского аймака; сомонах Баянзурх, Улаан-Уул, Цагааннуур, Рэнчинлхумбэ Хубсугульского аймака.
Элджигины в качестве рода отмечены среди следующих этносов: в составе халха-монголов (род элжигин), в составе южных (увэр) монголов (род элжигэн), в составе торгутов (род элжигид), в составе олётов (род элжигт), в составе дархатов (род илжигэн), в составе хубсугульских урянхайцев (род илжигэн), в составе селенгинских бурят (род илджигид, илжигид) и в частности среди сонголов (род ильджигид, илджигид, илжигид), в составе калмыков-торгутов (род эльджигуд (ильджиген, эльджиген, ильчигин, ельджюгют, эльҗгүд)), в составе калмыков из группы «талтахин», входящих в состав малых дербетов (род эльджингюд).
Горлосы. В настоящее время горлосы проживают на территории Цянь-Горлос-Монгольского автономного уезда в городском округе Сунъюань, провинция Гирин, КНР. В состав халха-монголов входят роды: горлос, хурлад; в состав южных (увэр) монголов: хорлад; в состав баргутов: хурлат (хурлаад), хорлад. Среди селенгинских бурят отмечены следующие роды: горлос, хурлад (хурлаад) среди табангутов; хорлид (хурлад) среди сартулов. В целом среди селенгинских бурят проживают носители следующих родовых имен: горлос (хорлос), горлад, хорлид (хурлад). В состав хамниган входит род горлуд. В состав хазарейцев входит племя гурлат.
Харануты. Род харануты (харнууд, харанууд) присутствует среди населения всех аймаков Монголии. В Монголии также существует род хавхчин харнууд. Представители рода харагчууд, ответвления рода харнууд, проживают в сомонах Бугат, Тугрег, Тонхил Гоби-Алтайского аймака; сомонах Зуунэговь, Тэс, Малчин, Баруунтуруун, Хяргас, Наранбулаг, Улгий Убсунурского аймака Монголии. В Селенгинском аймаке Монголии проживают булган-харнууд. В Монголии зарегистрированы носители следующих родовых фамилий: харнууд, боржгин харнууд, боржигин харнууд, боржигон харнууд, булган харнууд, их харнууд, харагчуд, харагчууд, харагчуут, харанууд, харгчууд, харнуд, харнут, харнуут.
Во Внутренней Монголии харнуд (харануд) проживают в хошунах харчинов, баргутов и на территории уезда Нинчэн. Кроме этого среди южных (увэр) монголов отмечены роды: харанггуд, харангган. В состав баргутов входят роды: харануд (харнууд), харан, харангууд. В составе хамниган значится род хар намяад (кара-намяд). Род харнуд (харануд) также входит в состав халха-монголов, торгутов, дербетов, баятов, захчинов, дархатов, хотогойтов, калмыков (роды харнуд, ик харнуд, бичкн харнуд, тячин-харнуд, харнут эрктн, харнут йогсуд, ясун-харнут), а также в состав этнических групп бурят: булагатов, сартулов, сонголов (род харануд сонгоол), сэгэнутов, табангутов, хонгодоров, балаганских, кудинских, верхоленских, селенгинских бурят.
В составе бурят известны следующие родовые имена: шаралдай-харанут, шаабан-харанут, далай-харанут, хандабай-шаралдай харанут, хандабайн харанут, булагат-далай-харанут, баян-харанут, сутой-харанут, олзон-харанут, буумал-харанут, хорчит-харанут, хандагай-харанут, буин-харанут (буян-харанут), натаг-харанут, жарай-харанут, авганат-харанут, булган-харнут.
Харануты, проживавшие на территории Иркутского округа, подразделялись на четыре рода: I, II, III и IV харанутские роды. Харанутами в составе Селенгинской степной думы были образованы следующие отоки: Харанутский, Селенгинский Харанутский, Селенгинский Енхорский Харанутский, Иройский Харанутский, Чикойский Харанутский.
Согласно Л. Л. Абаевой, оток Харанут в составе селенгинских бурят включал шесть десятков: булагат-далай-харанут, нижнеоронгойские шаралдай-харанут, загустайские харанут, иволгинские буян, жаргалантуйские абганат, тохойские буян. В книге «Родословная иволгинских бурят» в составе данного отока упоминаются семь десятков: иволгинские шаралдай-харануты, дунда (средние) харануты, загустайские харануты, доодо (нижние) оронгойские харануты, иволгинские буяны, жаргалантуйские абагануты, тохойские буяны.
Селенгинский Харанутский оток состоял из поколений харанут, далай-харанут, шаралдай, боян, абаганут, ша-ван, чжарай, дурбэт, хашхай ураг (один из ашибагатских ураков); Селенгинский Енхорский Харанутский оток (II Селенгинско-Харанутский оток) — харанут, абаганат; Чикойский Харанутский оток — харанут, хасама, хонгодор, хамниган, бошин, шишелок, ашбагат, боян; Иройский Харанутский оток — далай-харанут, шаралдай, дабши, булуудха.
В составе харанутов Иволгинского аймака Бурятии отмечено поколение шархи, а также ветвь шаабан харанууд. Кроме этого в книге «Родословная иволгинских бурят» упоминаются ветви рода шаралдай-харанууд: холхоотон, hамагантан, петруутан. В родословных оронгойских харанутов отмечены ветви: далайн харанууд, хандабайн харанууд, шаабан харанууд, хандабай-шаралдай харанууд.

### Каракалпакские кунграты
Конырат(Каракалпаки)
Конырат является Арысом (Племенное объединение) в составе каракалпаков и в основном проживает в левобережной части Каракалпакстана
(тамғасы: П (босаға) ураны: Қақпа)
| Племя | Қият руўлары | Ашамайлы руўлары | Қолдаулы (руўлары) | Қостамғалы (руўлары)                                                                   | Балғалы (руўлары) | Қәндекли (руўлары)                             | Қарамойын (руўлары)                                          | Теристамғалы (тийре – көшелери)                                  | Бақанлы шеужейли | Тийекли (көшелери)                             | Ырғақлы (көшелери)                        | Баймақлы (көшелери)                                        | Қазаяқлы (көшелери)                     | Ұйғыр (көшелери)                                             |
| ----- | --- | --- | --- | -------------------------------------------------------------------------------------- | --- | ---------------------------------------------- | ------------------------------------------------------------ | ---------------------------------------------------------------- | ---------------- | ---------------------------------------------- | ----------------------------------------- | ---------------------------------------------------------- | --------------------------------------- | ------------------------------------------------------------ |
| Роды  | 1. Үш тамғалы (тийрелери) 1. Саңмүрын 2. Үштамғаалы 3. Арыққият 4. Тартулы 5. Қатаған 6. Қанжығалы 2. Тарақлы (тийрелери) 1. Тоғызақ 2. Абас 3. Жалтыршы 4. Ақунқараған 5. Тақай 6. Қаржаубарас 3. Балғалы Қият (тийрелери) 1. Беспышақ 2. Етекши 3. Саңмүрын 4. Хожақараған | 1. Сақу 2. Қарақожа 3. Жалаңаяқ 4. Айылды 5. Қабасан (тийрелери) 1. Ақназар 2. Жансары 3. Өтемис 4. Есен 5. Тампыш 6. Түркименқара 7. Жаппар 8. Сары 9. Абыз 10. Ақай 11. Паңқара 12. Үш бас (тийре) 1. Жаман 13. Қүрама | 1. Бескемпир 2. Майшышалы 3. Қалқаман 4. Ғайыпқараған 5. Сарытан 6. Күлкихожақ 7. Жарымбет 8. Қызылаяқ 9. Қарасирақ 10. Желқараған 11. Үлкенбөрик 12. Шылжуыт 13. Жаманқоңырат 14. Қалмақ (тийрелери) 1. Әдил 2. Ереке 15. Жаман ауыл | 1. Жангелди 2. Ширжеген 3. Ағабегли 4. Қарынжуан 5. Қостамғалы 6. Қарақүрсақ 7. Қазақы | 1. Ақбалғалы 2. Нұрбалғалы 3. Түркмен 4. Жаманауыл 5. Шөмишли 6. Тоқымбет 7. Тазбалғалы 8. Қостамғалы балғалы 9. Қараталшы 10. Асан 11. Арзықұл | 1. Қарама 2. Кийикши 3. Тоқболат 4. Қырықсадақ | 1. Аннахожа 2. Сабалақ 3. Көтелек 4. Қарлымарал 5. Бүлкилдек | 1. Шомақ 2. Хангелди 3. Байқараған 4. Елшибай 5. Қүрбан 6. Тоғай | '                | 1. Жүмағүл 2. Айдарбек 3. Қанжар 4. Сарыкемпир | 1. Атанай 2. Ешкили 3. Байбура 4. Сарытан | 1. Саспақ 2. Үйес 3. Таңмайыл 4. Жақанай 5. Найман 6. Айыс | 1. Əнетай 2. Жәримбет 3. Жүнли 4. Садақ | 1. Шиши 2. Туманай 3. Мәулик 4. Байрам 5. Сабалақ 6. Сырғалы |

### Казахские коныраты
Казахское племя Конырат относится к Среднему жузу. Казахи-конграты проживали на территории Южного Казахстана, на южных берегах Сырдарьи в её среднем течении, так же в предгорьях Каратау. В основном они проживали в Чимкентском и Перовском уездах, в Ташкентском уезде, в других регионах Средней Азии. Боевые кличи конгратов — «Алатау» и «Мукамал». В конце XIX века их численность в Казахстане составляла 40—45 тыс.
| Роды    | Котенши                                                            | Коктинулы                                                                                 |
| ------- | ------------------------------------------------------------------ | ----------------------------------------------------------------------------------------- |
| Подроды | 1. Сангыл 2. Божбан 3. Жетимдер 4. Мангытай 5. Аманбай 6. Жаманбай | 1. Байлар 2. Жандар 3. Оразкелди 4. Карасирак 5. Токболат 6. Кулшыгаш 7. Алги 8. Каракосе |

### Потомки конгратов среди башкир
Согласно Р. Г. Кузееву, с конгратами связано происхождение этнической основы башкирского племени тангаур. Генеалогии тангауров восходят к Дингауру — сыну Кунграт-бия. Башкирский род гэрэй ведёт своё происхождение от кереитов и конгратов. Имя рода айле Р. Г. Кузеев относил к ряду башкирско-конгратских этнонимических и топонимических параллелей. Племя айле (аялы) имело тесные этногенетические связи с племенами конграт и салжигут.

### Узбекские кунграты
Узбеки-кунграты отличаются от казахских и каракалпакских кунгратов тем, что женятся на своих близких и дальних родственницах, соответственно отличаются браки, право наследования.
Ряд важных сведений об узбеках-кунгратах содержится во многих исследовательских трудах. Согласно сказаниям самих кунгратов, аксакалом их племени был Кунгират-ата или Кунгирбий, у которого от первой жены было четыре сына: Вактамгали, Куштамгали, Конжигали и Айнни (Айнли).

### Киргизские конураты
Киргизское племя конурат относится родоплеменному объединению Ичкилик.